# Kỹ sư tư vấn
Hoạt động tư vấn là hoạt động thu thập, xử lý thông tin, vận dụng kiến thức chuyên môn, phát hiện vấn đề, đề xuất giải pháp, phương án, lập dự án và giám sát, đánh giá do các tổ chức chuyên môn, cá nhân Việt Nam thực hiện độc lập, khách quan theo yêu cầu của người sử dụng tư vấn.
Nhà tư vấn là tổ chức chuyên môn hoặc cá nhân thực hiện cung ứng dịch vụ tư vấn. 
Kỹ sư tư vấn là một người độc lập thực hiện dịch vụ tư vấn kỹ thuật cho khách hàng và được trả thù lao, họ thường làm việc trong các công ty tư vấn. Các kỹ sư tư vấn phải đủ trình độ và kinh nghiệm chuyên môn để tư vấn các dịch vụ kỹ thuật.
Các kỹ sư tư vấn cung cấp các dịch vụ kỹ thuật chuyên nghiệp, các kiến thức chuyên sâu cho các tổ chức trong lĩnh vực công cộng cũng như tư nhân. Các kỹ sư tư vấn cũng hoạt động như một người làm việc độc lập và họ tư vấn cho khách hàng, họ chịu trách nhiệm tìm các giải pháp sáng tạo cho các vấn đề kỹ thuật và đưa ra lời khuyên chiến lược cho việc kinh doanh và quản lý.
Các giải pháp và dịch vụ các kỹ sư tư vấn cung cấp bao gồm:
- nghiên cứu đầu tư và tiền khả thi
- nghiên cứu tác động môi trường và tác động xã hội
- thiết kế sơ bộ và thiết kế xây dựng hoặc thiết kế chế tạo
- giám sát, kiểm định công tác xây dựng bao gồm cả quản lý dự án hiện trường.
- trợ giúp và tư vấn kỹ thuật
- nghiên cứu, quản lý tài sản

Kỹ sư tư vấn là một chuyên gia vê lập kế hoạch (quy hoạch), thiết kế và xây dựng cho các công trình hạ tầng của khu vực công cộng và tư nhân. Nghề kỹ sư tư vấn hướng đến mục tiêu mang lại lợi ích cho toàn bộ xã hội bằng cách áp dụng các nền tảng an toàn hơn, sạch hơn, và hiệu quả hơn.
Tư vấn xây dựng giúp cho khách hàng - chủ đầu tư xây dựng - tổ chức việc khảo sát xây dựng, thiết kế xây dựng và tổ chức đấu thầu để mua sắm thiết bị đầu tư, đấu thầu xây lắp công trình, giám sát thi công xây dựng, nghiệm thu công việc đã hoàn thành. 

## Dịch vụ tư vấn
- Âm thanh
- Hàng không
- Điều hòa không khí
- Cấp nhiệt và thông gió
- Kiến trúc
- Hóa chất
- Điện
- Điện tử
- Kết cấu
- Thi công
- Đấu thầu
- Chấm thầu
- Dầu khí
- Quản lý
- Thủy lực
- Đường biển
- Cơ khí
- Khai thác kim loại
- Khai thác mỏ
- Công nghệ hạt nhân
- An toàn
- Kỹ thuật vệ sinh
- Dệt
- Môi trường